# Barbary Company
Pour les articles homonymes, voir Barbary.
La Barbary Company (Société de commerce de Barbarie (i.e. marocaine) en français) était une société commerciale établie par la reine Élisabeth Ire d'Angleterre en 1585 grâce à un brevet délivré aux comtes de Warwick et Leicester, ainsi que quarante autres. Lors de la rédaction des brevets, Élisabeth Ire a souligné l’intérêt du commerce avec le Maroc pour ses « nombreuses marchandises… dans l’intérêt de la défense et de la consommation » de l'Angleterre.
Le privilège de la compagnie était de bénéficier du commerce exclusif pour le Maroc pour une période de 12 ans, jusqu'à ce que sa charte expire en 1597. La reine Élisabeth Ire a envoyé son ministre Roberts à l'empereur marocain Ahmed al-Mansour afin de résider au Maroc et d'obtenir des avantages pour les commerçants anglais. Un traité signé en 1728 a étendu ces privilèges, en particulier ceux relatifs à la conduite en sécurité des ressortissants anglais.

## La société
Dirigée par Robert Dudley, 1er comte de Leicester, et Ambrose Dudley, 3e comte de Warwick, la Barbary Company était établie sur peu de règlementations et n'a jamais été réellement officialisé comme société, avec sa première charte expirant en 1597. Elle n'a même pas été officiellement nommée sous ce nom. Elle n'avait pas non plus à sa disposition un gouverneur ou un tribunal comme avec la plupart des entreprises à l'époque. La charte elle-même était simplement une licence collective à deux nobles et environ 40 marchands de Londres pour le commerce exclusif avec le Maroc pour une période de 12 ans.
L'acte principal de commerce de l'entreprise était l'exportation de tissu anglais contre l'importation de sucre marocain. Lors de sa création, il y a eu des plaintes de marchands à Londres sur les termes inéquitables des prix du tissu contre des tarifs élevés pour le sucre.
Beaucoup de membres de la société ont également fini par travailler pour la Levant Company, du fait de la proximité géographique et de l'interdépendance étroite des intérêts entre les deux entités ; le succès de cette dernière a sans doute contribué au déclin commercial de la Barbary Company.